# Régis Ovion

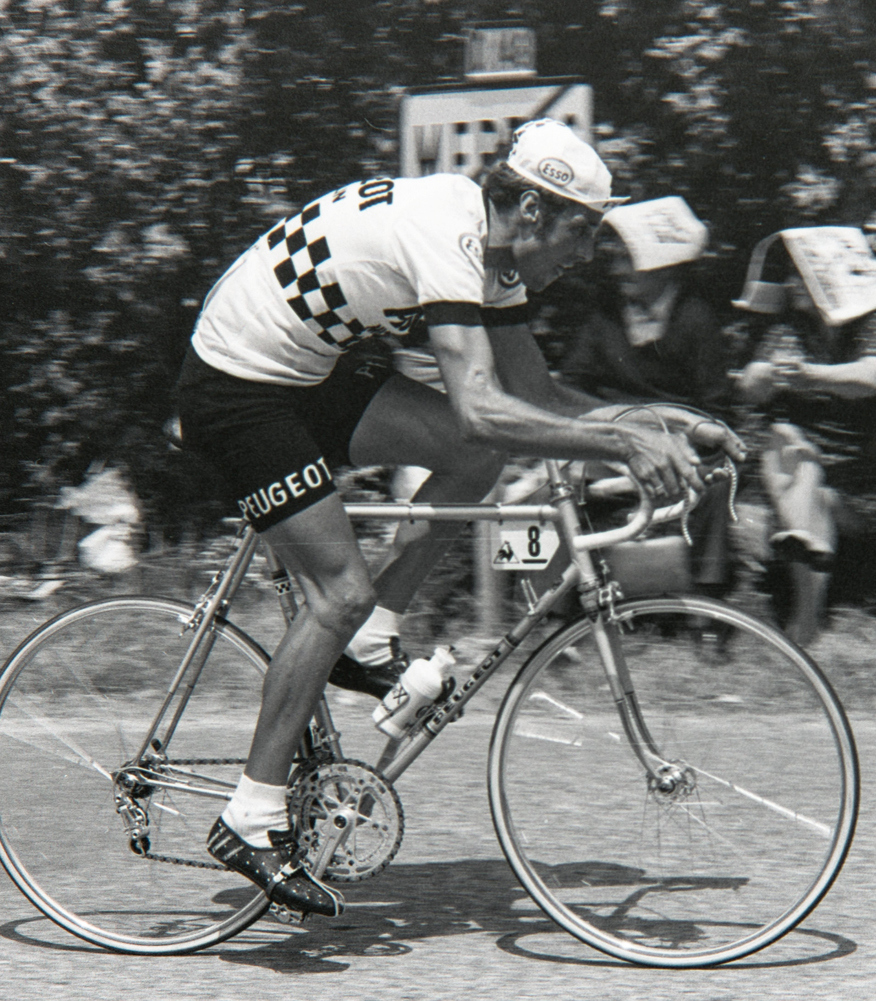
Régis Ovion

Régis Ovion (* 3. März 1949 in Vigneux-sur-Seine) ist ein ehemaliger französischer Radrennfahrer und Weltmeister.
1970 gewann Régis Ovion die Tour de la Guadeloupe und 1970 und 1971 die Route de France, 1971 ebenfalls die Tour de l’Avenir sowie das Eintagesrennen Paris–Mantes. 1971 wurde er in Mendrisio Weltmeister der Amateure im Straßenrennen. Zuvor hatte er seinen ersten nationalen Titel gewonnen, als er bei der französischen Meisterschaft in der Mannschaftsverfolgung mit seinem Team siegte. 1971 wurde er mit der „Palmes d’or Merlin Plage“ geehrt, einer Auszeichnung für den besten französischen Amateur des Jahres.
1972 startete Ovion bei den Olympischen Sommerspielen in München im Straßenrennen und belegte Platz 15. Im selben Jahr gewann er die Circuit Cycliste Sarthe.
Anschließend trat Ovion zu den Profis über. 1975 wurde er französischer Straßenmeister. 1977 siegte er im Etappenrennen Tour de Corse cycliste. 1978 gewann er Paris–Bourges. Achtmal startete er bei der Tour de France; seine beste Platzierung war der zehnte Rang 1973. 1982 beendete er seine Radsport-Karriere.
1971 wurde Régis Ovion in Frankreich zum Champion des champions („Sportler des Jahres“) gewählt.